# Tragedie shakespeariane

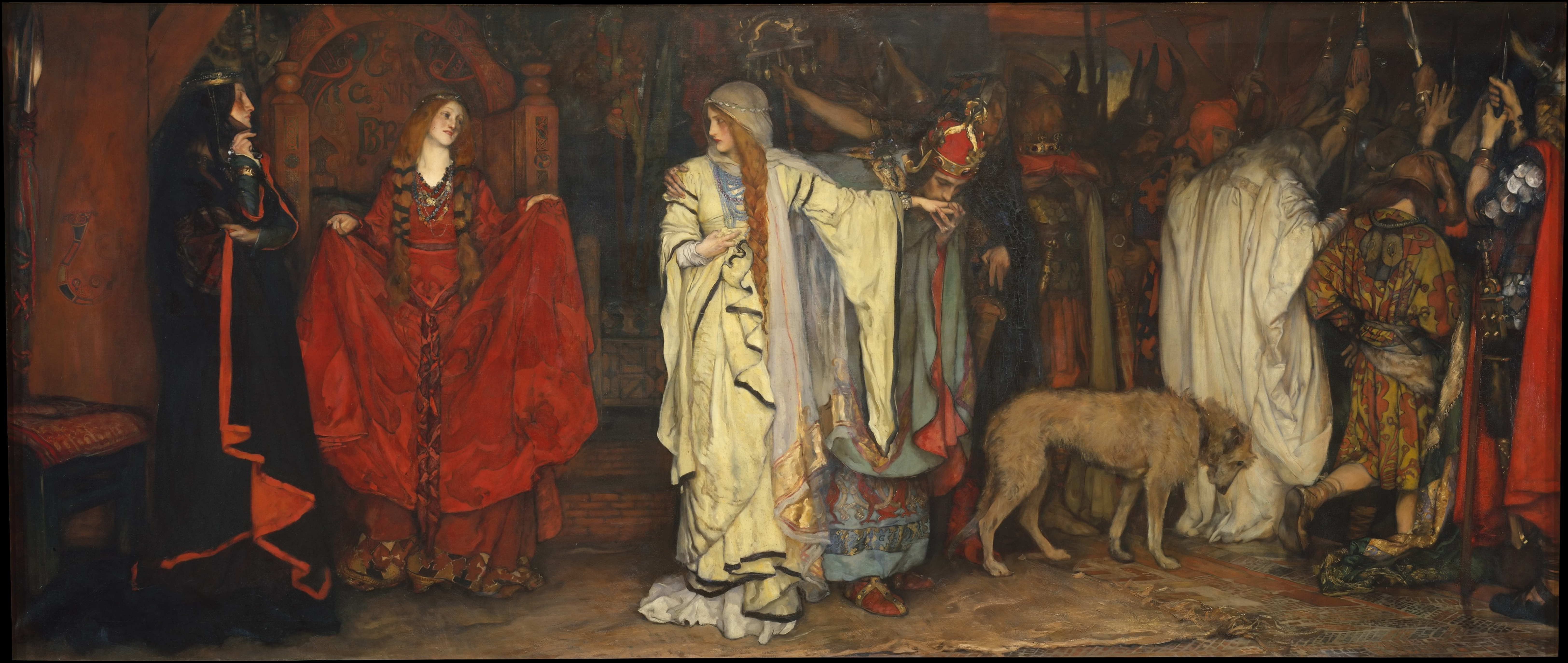
Il congedo di Cordelia, olio su tela di Edwin Austin Abbey (1895)

Secondo la scansione presente già nel First Folio e poi divenuta tradizionale, le opere di William Shakespeare sono state suddivise in tre categorie: tragedie, commedie e drammi storici.
Shakespeare scrisse tragedie fin dall'inizio della sua carriera come drammaturgo: una delle sue prime opere fu la cupa tragedia Tito Andronico, seguita qualche anno dopo da Romeo e Giulietta. Comunque, le sue tragedie più famose furono scritte nei sette anni compresi tra il 1601 e il 1608, nei quali scrisse le celebri Amleto, Otello, Re Lear e Macbeth, accompagnate dai tre drammi "romani" (Giulio Cesare, Antonio e Cleopatra, Coriolano) e dalle meno note Timone d'Atene e Troilo e Cressida.

## Caratteristiche
Molti hanno collegato queste opere ai precetti aristotelici sulla tragedia: i protagonisti hanno un carattere ammirevole ma imperfetto, cosicché il pubblico è capace di capire ed empatizzare con loro. Il drammaturgo insiste molto sulla dottrina del libero arbitrio; l'eroe tragico è sempre in grado di fare un passo indietro e redimersi ma, secondo i dettami della tragedia, è destinato a muoversi inesorabilmente verso una conclusione infelice.
Romeo e Giulietta, Antonio e Cleopatra ed Otello possono essere considerate tragedie d'amore. Queste tragedie si differenziano dalle altre in quanto gli amanti non sono destinati all'errore da loro stessi, ma a causa di qualche ostacolo nel mondo che li circonda. In queste opere, la morte è quasi una sorta di compimento del loro amore, come se questo non possa avere successo in un mondo tragico.

## Fonti e ispirazione
Ai tempi di Shakespeare, il Rinascimento inglese era in pieno svolgimento, essendosi sviluppato più tardi rispetto al resto dell'Europa occidentale. Nondimeno, anche in Inghilterra esso comportò un rinnovato interesse nei classici greci e latini, come era avvenuto già in Italia, Francia e Spagna, le cui rispettive letterature esercitarono parimenti un influsso alquanto notevole. In particolare, i critici hanno sottolineato l'importanza della riscoperta umanistica delle tragedie senecane, con le loro vicende cupe e sanguinarie, sullo sviluppo della tragedia europea moderna, prima nei tre Paesi summenzionati e quindi in Inghilterra.
Shakespeare scrisse la maggior parte delle sue tragedie dopo il 1603, ovvero proprio dopo la morte di Elisabetta I Tudor e l'ascesa di Giacomo I Stuart; la predilezione per la più truce materia tragica potrebbe riflettere un generale sentimento di lutto in Inghilterra per la morte dell'amata regina, o anche le preferenze personali di Giacomo, egli stesso erudito e autore.
Shakespeare trasse gli elementi delle sue tragedie, per la maggior parte, da vicende storiche o comunque presentate come tali dalle sue fonti, con le eccezioni di Tito Andronico (cupa tragedia su eventi totalmente fittizi ambientati in una Roma tardo-imperiale, ispirata forse dai medievali Gesta Romanorum), Romeo e Giulietta (da una novella di Luigi da Porto) e Otello (da una novella degli Ecatommiti di Giambattista Giraldi Cinzio). Più nel dettaglio, le tre tragedie "romane" furono influenzate probabilmente dalla lettura delle rispettive Vite parallele di Plutarco, mentre Amleto dai Gesta Danorum di Saxo Grammaticus, e Re Lear e Macbeth dalle Cronache di Holinshed. Troilo e Cressida deriva dal Troilo e Criseide di Geoffrey Chaucer (a sua volta dal Filostrato di Giovanni Boccaccio), e infine Timone d'Atene da un dialogo di Luciano di Samosata.

## Lista delle tragedie shakespeariane
Per anno (ipotetico) di composizione:
- Tito Andronico (1591-3)
- Romeo e Giulietta (1594-5)
- Giulio Cesare (1599-1600)
- Amleto (1600-1)
- Troilo e Cressida (1601-2)
- Otello (1604-5)
- Re Lear (1605-6)
- Macbeth (1605-6)
- Timone d'Atene (1605-8)
- Antonio e Cleopatra (1606-7)
- Coriolano (1607-8)